# みんな去ってしまった
『みんな去ってしまった』（みんないってしまった）は、1976年10月25日に発表された中島みゆきの2作目のオリジナル・アルバムである。

## 解説
- 前作『私の声が聞こえますか』同様、所属事務所のヤマハとレコード会社の主導のもと、ごく短期間でレコーディングされた作品である。
- ライナーノートには中島自身による手書きの序文が掲載されており、各収録作品を書いた日時なども記述されていた。
- プロデューサーは前作と同様具体的な記述はなく、"Yamaha Music Foundation（=財団法人ヤマハ音楽振興会）"とクレジットされているだけである。
- この作品からジャケットの写真を田村仁が担当する。田村はその後、現在に至るまでの中島の全てのオリジナルアルバムのジャケット写真を撮影している。
- このアルバムのポニーキャニオン盤は既に廃盤となっているが、2021年現在でも、このアルバムを含んだ通販限定CDボックスは、ポニーキャニオンショッピングクラブにて販売中である[2]。
- 1986年にキャニオン・レコードよりCD化されており、現行盤のCDは2018年にヤマハミュージックコミュニケーションズから再発売されたもの（デジタルリマスタリングされた）。
- 2010年、Tom Baker at Precision Mastering (Los Angeles) により新たにデジタルリマスタリングされたCDがクリスタルディスクにて発売された（規格品番：YMPCD-10010）。
- また、デジタルリマスタリングされたCDは2012年10月25日より8枚組のBOXセット『中島みゆきBOX 私の声が聞こえますか〜臨月』の1枚として通信販売限定で発売された。

## 収録曲

### LPレコード
| 全作詞・作曲: 中島みゆき、全編曲: エジソン。 |                        |            |            |      |
| #                                            | タイトル               | 作詞       | 作曲・編曲 | 時間 |
| 1.                                           | 「雨が空を捨てる日は」 | 中島みゆき | 中島みゆき | 3:00 |
| 2.                                           | 「彼女の生き方」       | 中島みゆき | 中島みゆき | 4:10 |
| 3.                                           | 「トラックに乗せて」   | 中島みゆき | 中島みゆき | 3:55 |
| 4.                                           | 「流浪の詩」           | 中島みゆき | 中島みゆき | 5:06 |
| 5.                                           | 「真直な線」           | 中島みゆき | 中島みゆき | 3:57 |
| 6.                                           | 「五才の頃」           | 中島みゆき | 中島みゆき | 3:38 |
| 合計時間:                                    | 合計時間:              | 23:46      |            |      |

| 全作詞・作曲: 中島みゆき。 |                              |            |            |          |      |
| #                          | タイトル                     | 作詞       | 作曲・編曲 | 編曲     | 時間 |
| 1.                         | 「冬を待つ季節」             | 中島みゆき | 中島みゆき | エジソン | 2:45 |
| 2.                         | 「夜風の中から」             | 中島みゆき | 中島みゆき | エジソン | 4:22 |
| 3.                         | 「03時」                     | 中島みゆき | 中島みゆき | エジソン | 2:47 |
| 4.                         | 「うそつきが好きよ」         | 中島みゆき | 中島みゆき | エジソン | 3:35 |
| 5.                         | 「妬いてる訳じゃないけれど」 | 中島みゆき | 中島みゆき | エジソン | 2:20 |
| 6.                         | 「忘れられるものならば」     | 中島みゆき | 中島みゆき | 西崎進   | 3:44 |
| 合計時間:                  | 合計時間:                    | 合計時間:  | 19:33      |          |      |

### CD
| 全作詞・作曲: 中島みゆき。 |                              |            |            |          |      |
| #                          | タイトル                     | 作詞       | 作曲・編曲 | 編曲     | 時間 |
| 1.                         | 「雨が空を捨てる日は」       | 中島みゆき | 中島みゆき | エジソン | 3:00 |
| 2.                         | 「彼女の生き方」             | 中島みゆき | 中島みゆき | エジソン | 4:10 |
| 3.                         | 「トラックに乗せて」         | 中島みゆき | 中島みゆき | エジソン | 3:55 |
| 4.                         | 「流浪の詩」                 | 中島みゆき | 中島みゆき | エジソン | 5:06 |
| 5.                         | 「真直な線」                 | 中島みゆき | 中島みゆき | エジソン | 3:57 |
| 6.                         | 「五才の頃」                 | 中島みゆき | 中島みゆき | エジソン | 3:38 |
| 7.                         | 「冬を待つ季節」             | 中島みゆき | 中島みゆき | エジソン | 2:45 |
| 8.                         | 「夜風の中から」             | 中島みゆき | 中島みゆき | エジソン | 4:22 |
| 9.                         | 「03時」                     | 中島みゆき | 中島みゆき | エジソン | 2:47 |
| 10.                        | 「うそつきが好きよ」         | 中島みゆき | 中島みゆき | エジソン | 3:35 |
| 11.                        | 「妬いてる訳じゃないけれど」 | 中島みゆき | 中島みゆき | エジソン | 2:20 |
| 12.                        | 「忘れられるものならば」     | 中島みゆき | 中島みゆき | 西崎進   | 3:44 |
| 合計時間:                  | 合計時間:                    | 合計時間:  | 43:19      |          |      |

## 楽曲解説
1. 雨が空を捨てる日は
  - 研ナオコに提供した曲で、オリジナルは「LA-LA-LA」のB面に収録されていた。
2. 彼女の生き方
3. トラックに乗せて
4. 流浪の詩
  - 黒人労働者をモチーフにしている。
  - 1993年発表のセルフカバー・アルバム『時代-Time goes around-』にはリメイク・バージョンが収録されている。
  - 1977年にちあきなおみがアルバム『ルージュ』でカバーしている。
5. 真直な線
6. 五才の頃
  - 中島が札幌市から岩内町に引っ越したのが5歳であり、その頃を回想した歌である。
  - 1978年に桜田淳子がアルバム『20才になれば』でカバーした。
7. 冬を待つ季節
8. 夜風の中から
  - 1976年に中島の4枚目のシングルとして発表された作品。
  - アルバムに収録されているのはアレンジの異なる別バージョンである。
9. 03時
10. うそつきが好きよ
  - 1977年に日吉ミミがカバーしている。
11. 妬いてる訳じゃないけれど
12. 忘れられるものならば
  - シングル「夜風の中から」のカップリングに収録されていた曲。

## 演奏者
- 中島みゆき - Vocals
- エジソンと発明王
  - 渡辺孝好 - Keyboards
  - 裴ユキオ - Guitars
  - 長岡道夫 - Bass
  - 渡辺純 - Drums
  - 野間義男 - Folk Guitar